# Province de Prusse-Occidentale
Pour les articles homonymes, voir Prusse (homonymie).
1773–1829
1878–1919
Entités précédentes :
- Poméranie orientale au sein de la  Prusse royale

Entités suivantes :
- Posnanie-Prusse-Occidentale
- Voïvodie de Poméranie
- Ville libre de Dantzig

La province de Prusse-Occidentale (en allemand : Westpreußen) est une province du royaume de Prusse, située sur la mer Baltique, établie en 1773 à la suite du premier partage de la Pologne, sur le territoire de l'ancienne Prusse royale. Sa capitale était Dantzig (l'actuelle Gdańsk).
Cette province existe jusqu'en 1829, date de sa fusion avec la Prusse-Orientale pour former la province de Prusse ; elle est rétablie en 1878 et disparaît en 1920 conformément aux stipulations du Traité de Versailles.

## Généralités
Sa superficie est de 25 550 km2 ; sa population atteint 1 703 474 habitants en 1910.
Ses principales villes, la plupart fondées par les Chevaliers teutoniques, sont situées sur la Vistule : Thorn, Culm, Schwetz, Graudenz, Marienwerder, Marienbourg, Dirschau et Dantzig.
La population des villes est en majorité allemande, mais la population rurale parle souvent polonais ou cachoube.

## Son territoire
Il recouvre :

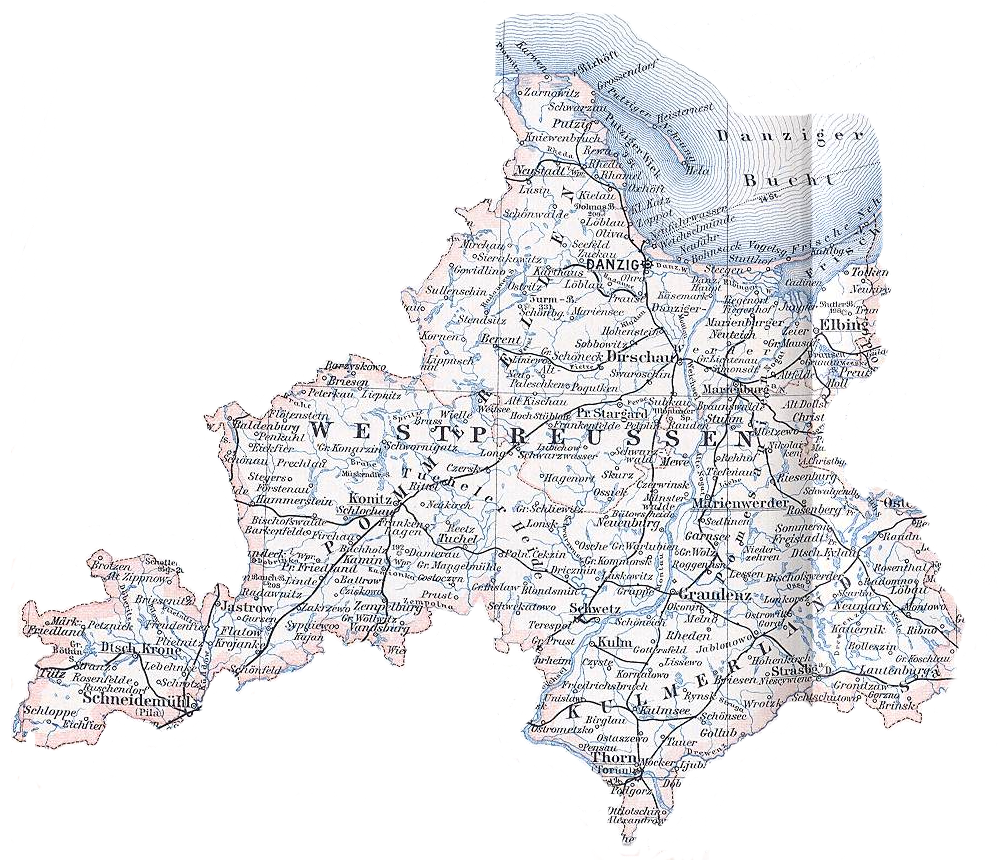
Carte de la Prusse Occidentale et de la baie de Danzig en 1896.

- La majeure partie de l'ancienne Prusse royale (en polonais : Prusy Królewskie ; en allemand : Preußen Königlichen Anteils, Königliches Preußen ou Königlich-Preußen), c'est-à-dire :
  - L'ancienne voïvodie de Marienburg (Województwo malborskie, Woiwodschaft Marienburg)
  - L'ancienne voïvodie de Culm (Województwo chełmińskie, Woiwodschaft Kulm)
  - L'ancienne voïvodie de Poméranie (Województwo pomorskie, Woiwodschaft Pommerellen)
- Une partie de l'ancien duché de Prusse (en allemand : Herzogtum Preußen)
- La partie septentrionale de l'ancien district de la Notec (Obwód Nadnotecki, Netzedistrikt ),

En 1815, la province est organisée par la création des deux districts de Dantzig et de Marienwerder.

## La fin de la Prusse-Occidentale

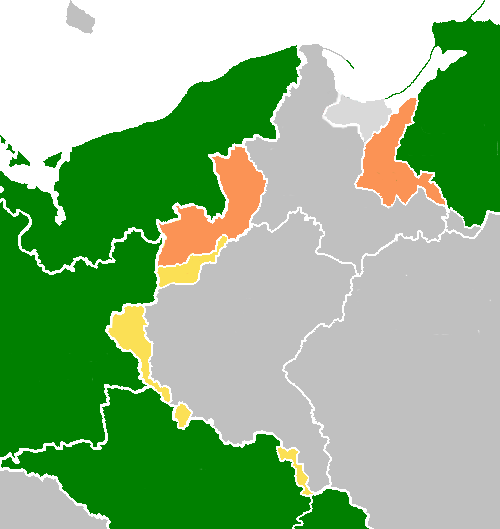
Partage de la Posnanie et de la Prusse-Occidentale en 1918

Après la Première Guerre mondiale, le traité de Versailles démantèle la province en divisant la Prusse-Occidentale en quatre parties. L'une pour créer le corridor de Dantzig (ne comprenant pas cette ville) attribué à la Pologne comme Voïvodie de Poméranie. La deuxième partie comprenait la ville de Dantzig et ses environs les reconstituant sous le mandat de la Société des Nations de la Ville libre de Dantzig. 
Les fleuves Vistule et Nogat devenaient la frontière entre la libre ville et la Pologne du côté de l'ouest et la nouvelle exclave orientale d'Allemagne, formant la troisième partie de la Prusse-Occidentale à l'est des deux fleuves. Cette partie comprenait la ville indépendante d'Elbing et les cinq arrondissements ruraux d'Elbing (campagne), Marienbourg-en-Prusse-Occidentale, Marienwerder, Rosenberg-en-Prusse-Occidentale et Stuhm et fut réorganisée comme District de Prusse-Occidentale avec son chef-lieu à Marienwerder-en-Prusse-Occidentale, en 1922 rattaché à la province de Prusse-Orientale comme son quatrième district. La Prusse-Orientale, qui reste allemande, se retrouve donc isolée du reste du pays par le corridor. 
Les territoires occidentaux des provinces de Prusse-Occidentale, sa quatrième partie divisée en 1920, et de Posnanie qui ne passent pas à la Pologne constituent alors une nouvelle province, appelée Posnanie-Prusse Occidentale. 
Sous la domination du Troisième Reich allemand, la province est brièvement rétablie en tant que Gau nommé Dantzig-Westpreußen.
Après la Seconde Guerre mondiale, tout le territoire de l'ancienne province est rattaché à la Pologne et, depuis 1998, est rassemblé dans la voïvodie de Poméranie. 95 % de la population allemande est évacuée entre 1945 et 1947, et remplacée par des Polonais, des Cachoubes, et des Ukrainiens.

## Politique

### Liste des hauts présidents
- 1815 : Theodor von Schön
- 1878 : Heinrich von Achenbach
- 1879 : Adolf Ernst von Ernsthausen
- 1888 : Adolf Hilmar von Leipziger (de)
- 1891 : Gustav von Goßler
- 1902 : Clemens von Delbrück
- 1905 : Ernst von Jagow
- 1919 : Bernhard Schnackenburg (de)